# Gottfried Henßen
Gottfried Henßen (* 10. Juni 1889 in Jülich; † 26. Januar 1966 in Marburg an der Lahn; auch Gottfried Henssen) war ein deutscher Erzählforscher. Er sammelte insbesondere Märchen und Sagen aus dem Münsterland, von denen er 1935 mehr als 300 veröffentlichte. Er war der erste Leiter der im Jahre 1936 gegründeten „Hauptstelle für deutsche Erzählforschung“ in Berlin, heute „Zentralarchiv der deutschen Volkserzählung“ in Marburg. Im Jahre 1951 wurde Henßen zum Honorarprofessor an der Philipps-Universität Marburg ernannt.
Seine Frau war die Finnin Toini Saraste und seine Tochter die Lichenologin Aino Henssen.

## Werke
- Neue Sagen aus Berg und Mark. Vom Dönberg und Deilbach. A. Martini & Grüttesien, Elberfeld 1927.
- Zur Geschichte der bergischen Volkssage. 1928.
- Volksmärchen aus Rheinland und Westfalen. A. Martini & Grüttesien, Elberfeld, 1932.
- Volk erzählt. Münsterländische Sagen, Märchen und Schwänke. Münster 1935, 3. Aufl. 1983, 408 S.
- In de Uhlenflucht. Plattdeutsche Schwänke und Märchen aus Westfalen. Holzschnitte von W. Mallek. Münster 1939, 3. Aufl. 1952.
- Sagen, Märchen und Schwänke des Jülicher Landes. Bonn 1955.
- Bergische Märchen und Sagen. Volkserzählungen. Münster 1961.
- Der deutsche Volksschwank. In: Volkskundliche Texte, Heft 2.
- Volkslieder aus neuer Zeit. In: Volkskundliche Texte, Heft 3.